# Rough (imprimerie)
Pour les articles homonymes, voir Rough.
En arts graphiques (publicité, communication, imprimerie) un rough (qui se traduit par une ébauche ou une esquisse) est une illustration sommaire destinée à donner au client ou au concepteur un aperçu visuel d'une illustration ou d'une mise en page. C'est l'abréviation de l'anglais rough draft (« brouillon »). Rough signifie rugueux, sommaire.
Dans l'univers de la presse, le terme désigne la pré-maquette d'une page réalisée à l'aide d'un feutre ou d'un crayon.
Plus spécifiquement, dans les studios de création, le rough est un dessin qui doit simuler une photographie (ou, plus rarement, une illustration) avant que celle-ci ne soit effectivement réalisée. Le rough est effectué par un dessinateur souvent spécialisé, le roughman, qui utilise des gammes de feutres sur des supports papier destinés à cet usage (papiers dits lay-out, fins, lisses, relativement transparents).